# República Soviètica de la Muntanya
La República Socialista Soviètica Autònoma de la Muntanya (rus: Го́рская АССР, part de la RSFS de Rússia) existí des de 20 de gener de 1921 a 7 de juliol de 1924. Fou formada amb el territori de la República de la Muntanya del Nord del Caucas després que l'Exèrcit Roig de la Unió Soviètica envaís el territori. Ocupava un territori de 73.000 km², i la població era d'uns 800.000. Era dividida en sis districtes nacionals.

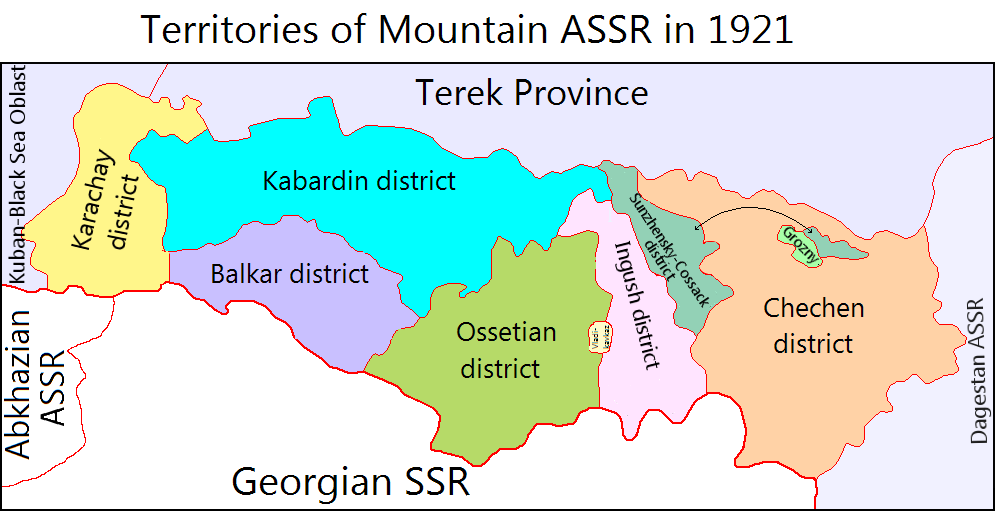
Mapa de la República Soviètica de la Muntanya, amb indicació dels seus districtes.

A començaments dels anys vint, fou dividida en repúbliques autònomes que han originat les actuals Kabardino-Balkària, Karatxai-Txerkèssia, Txetxènia, Ossètia del Nord i Ingúixia.